# فولرسوده
فولرسوده (به آلمانی: Vollersode) یک شهر در آلمان است که در استرهلتس واقع شده‌است. فولرسوده ۳٬۱۴۴ نفر جمعیت دارد.